# Vladimir Ivanovič Němirovič-Dančenko
Vladimir Ivanovič Němirovič-Dančenko (rusky Владимир Иванович Немирович-Данченко, 23. prosince 1858 – 25. dubna 1943) byl ruský a sovětský režisér, divadelní ředitel, dramatik a spisovatel. Spolu s Konstantinem Stanislavským založil Moskevské umělecké akademické divadlo (MChAT). Jeho práce je spjata nejen s MChAT, ale i s rozvojem celého ruského profesionálního divadla konce 19. století a první poloviny 20. století. Jeho starším bratrem byl spisovatel Vasilij Ivanovič Němirovič-Dančenko.

## Život
Vladimir Ivanovič Němirovič-Dančenko se narodil v Ozurgeti v Gruzii v roce 1858. Jeho otec byl ukrajinský šlechtic, který sloužil jako podplukovník na Kavkaze, matka byla Arménka. Jako mladík hrával v ochotnických kroužcích v Tbilisi. Divadlu se ale naplno oddal až po dokončení studia matematiky a fyziky na moskevské univerzitě. Oblíbil si hry Ostrovského a navštěvoval Malé divadlo. Později začal psát divadelní kritiky a od roku 1881 divadelní hry na aktuální společenské problémy, které byly v Malém divadle i hrány. Začal se zajímat o režii a teorii divadla, uvažoval o reformě divadelního umění, ale chyběl mu někdo, s kýmž by mohl svoje názory a představy prodiskutovat a uskutečnit.
Přelomovým rokem v jeho životě se stal rok 1897, kdy se setkal se Stanislavským. Jejich společný rozhovor v moskevské restauraci Slovanský bazar trval celých osmnáct hodin, jejich přátelství a plodná divadelní spolupráce přetrvaly čtyřicet let. O rok později spolu založili Moskevské umělecké všeobecně přístupné divadlo, které od roku 1920 neslo název Moskevské umělecké akademické divadlo.

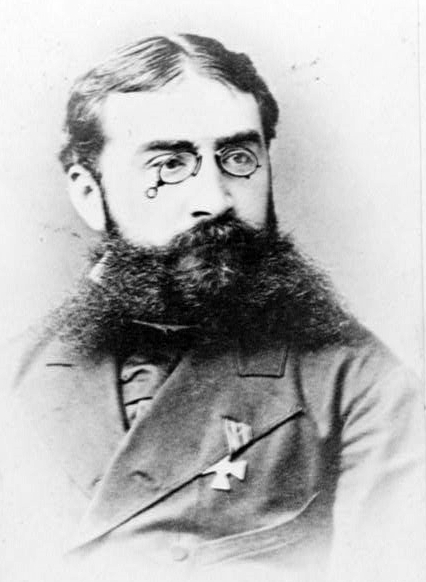
Vladimir Ivanoviř Němirovič-Dančenko kolem roku 1886

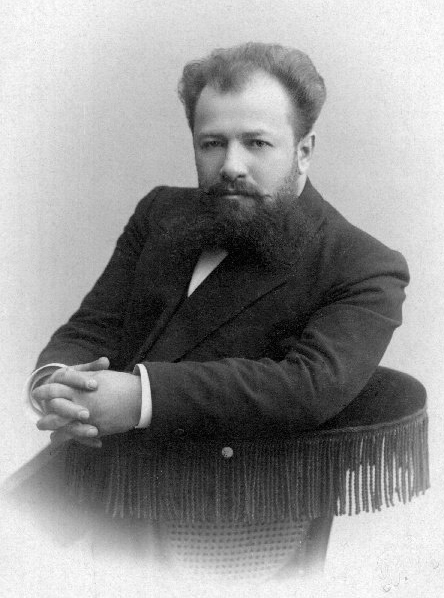
Vladimir Ivanoviř Němirovič-Dančenko kolem roku 1900

Stanislavskij byl spíše herec a režisér, zatímco Němirovič-Dančenko působil spíše jako dramaturg a duchovní vůdce divadla. Spolupracoval s Antonem Pavlovičem Čechovem a Maximem Gorkým, herci Olgou Knipperovou, Ivanem Michajlovičem Moskvinem. Často režíroval hry společně se Stanislavským, ale vytvořil i samostatné inscenace, které vyplynuly ze spolupráce s autory her. Ve světové premiéře uvedl roku 1902 Gorkého drama Na dně a Čechovova Ivanova. Známé jsou i jeho dramatizace velkých děl ruské literatury, například Anny Kareniny.
Režíroval hry ruských klasiků (Ostrovského, Puškina, Tolstého, Turgeněva) i nových sovětských autorů. Jako dramaturg uvedl na jeviště Ibsenovy a Hauptmannovy hry. Byl také prozaikem, autorem několika románů, novel a povídek. Napsal rovněž své pamětii
V roce 1919 založil Hudební studio, v němž inscenoval Verdiho a Šostakovičovy opery s cílem použít hereckou metodu MChATu v inscenacích hudebně dramatických děl. Od roku 1926 studio funguje jako samostatné divadlo pod jménem svého zakladatele.
Po Stanislavského smrti v roce 1938 vedl Němirovič-Dančenko MChAT sám, a to až do své smrti na jaře 1943. Jeho potomci v tomto divadle působí dodnes.

## Literární dílo

### Divadelní hry
- Шиповник (1881),
- Наши американцы (1882,
- Тёмный бор (1884),
- Соколы и вороны (1885),
- Cчастливец (1887, Šťastný člověk),
- Последняя воля (1888, Poslední vůle),
- Новое дело (1890),
- Золото (1895, Zlato),
- Цена жизни (1896, Cena života).

### Próza
- На литературных хлебах (1891), román,
- С дипломом (1892), novela
- Мгла (1894, Mlha),
- Старый дом (1895, Starý dům),
- Губернаторская ревизия (1895, Gubernátorská revize), román,
- Драма за сценой (1896, Drama za scénou), novela,
- Сны (1898),
- В степи (1900, Ve stepi), román.
- В мечтах (1901),
- Из прошлого (1938, Z minula), paměti.

## Česká vydání jeho děl
- Šťastný člověk, František Šimáček, Praha 1895, přeložil Vojta Slukov, .
- Zakyntské noci, vyšlo v antologii fantastických povídek Z tajemného světa, Edvard Grégr, Praha 1899, přeložil Albín Straka.
- Starý dům, Jan Otto, Praha 1899, přeložil Jan Alois Unzeitig.
- Cena života, František Šimáček, Praha 1900,
- Svoje čest, Josef R. Vilímek, Praha 1914, přeložil Vítězslav Unzeitig, novela
- Temno domova, František Zpěvák, Praha 1926, přeložil František Zpěvák,
- Z minula, Umění lidu, Praha 1950, přeložil Ivan Hollman.